# Hot Jazz Club (Münster)

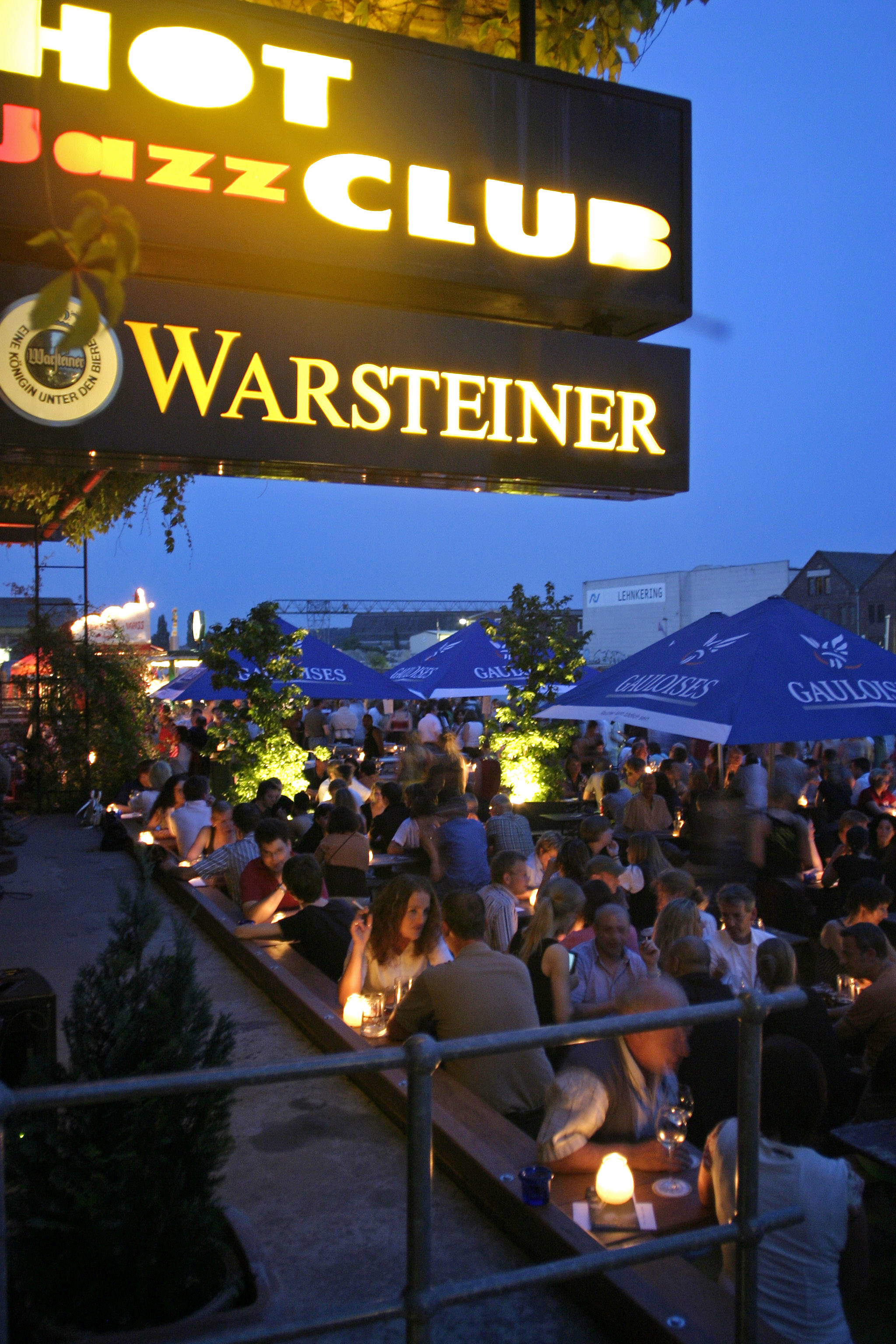
Der Hot Jazz Club in Münster

Der Hot Jazz Club ist ein Jazzclub in Münster in Westfalen. Er wurde im Mai 2000 am für Kulturzwecke umgebauten Teil des Binnenhafens der Stadt von Hucky Herzig und Marcial Dos Santos eröffnet. Seit 2005 ist Christian Huys Betreiber des Clubs.
Für die Programmplanung im Hot Jazz Club war bis zum Jahr 2006 Michael Teich zuständig. In den ersten Jahren traten Musiker wie Randy Brecker, Al Foster, Larry Coryell, Archie Shepp, Lou Donaldson, tok Tok Tok, Benny Bailey, Bernard Allison und Paul Kuhn dort auf.
Von 2006 bis 2019 war Martin Peitz für die musikalische Auswahl und Pressearbeit verantwortlich. Unter anderem spielten in dieser Zeit auch Bill Evans, Mike Stern, Robben Ford, Dennis Chambers, Hiram Bullock, John Abercrombie, Anthony Jackson, Clark Terry, Victor Bailey, Yellowjackets, The Headhunters, Michael Landau, T. M. Stevens, Ernie Watts, Didier Lockwood, Mark Egan, Al Di Meola, Hellmut Hattler, Joo Kraus, Wolfgang Haffner, Joan Osborne, Scott Henderson, James Carter, Viktoria Tolstoy, Miller Anderson, Susan Weinert, Gene Jackson, Adam Nussbaum, Rachel Z, David Rhodes, The Toasters, Bob Mintzer, die Gruppe Jazzkantine, Tuck & Patti, Brian Auger, Gavin Harrison, John Scofield, The Keytones, Maggie Reilly, Tony Levin, Adrian Belew, die Gruppe Oregon, Boppin’B, Andreas Kümmert, Simon Phillips, Tony Momrelle, Pee Wee Ellis, Stuart Hamm, die Gruppe Kraan, Ray Wilson, Dominic Miller, Jocelyn B. Smith, Omar Hakim, Doyle Bramhall II, Cindy Blackman, Wolf Maahn, Ana Popović, Darryl Jones, Silje Nergaard, Dave Weckl, Albert Lee, Sydney Youngblood, Herb Geller, Steve Smith, die Band Nighthawks, Lee Konitz, Gary Husband, Randy Hansen, Ron Williams, Klaus Doldinger, die Band heavytones, Klaus Heuser, Tanita Tikaram, Marco Minnemann, Fred Wesley, Rigmor Gustafsson, John Lee Hooker junior, Lyambiko, Andrew Roachford, das Duo Wingenfelder, Malia, Popa Chubby, Allan Holdsworth und Mitglieder der Band Living Colour im Hot Jazz Club oder bei Veranstaltungen, die durch den Club organisiert wurden. Neben traditionellen Jazz- und Blueskonzerten erweitern seit 2006 Stilrichtungen wie Funk, Soul, Rock, Pop, Reggae, Ska, World Music und elektronischer Musik das musikalische Programm.
Im Rahmen der Reihe „Newcomer Stage“ wird auch der Nachwuchs gefördert. Schüler- und Schul-Big Bands erhalten in einer eigenen Veranstaltungsreihe regelmäßig die Möglichkeit öffentlich aufzutreten.
Auf dem jährlich stattfindenden Hafenfest in Münster gestaltet der Hot Jazz Club in Zusammenarbeit mit dem Verein MS Hafen e.V. das musikalische Programm der Jazzbühne. Auch an der Planung für das Stadtfest „Münster mittendrin“ ist der Hot Jazz Club beteiligt.
Christian Huys, der Inhaber des „Hot Jazz Club“, war am 28. April 2020 zu Gast in der Fernsehsendung Lokalzeit Münsterland und forderte wegen der COVID-19-Pandemie die Abschaffung der Vergnügungssteuer und die Senkung der Mehrwertsteuer auf Getränke.

## Weblink
- Offizielle Website